# Almacenaje hermético
El almacenamiento hermético es un método de uso de unidades herméticas selladas para controlar la humedad y los insectos en productos agrícolas secos almacenados. El almacenamiento hermético restringe los intercambios de gases entre los entornos internos y externos y el producto almacenado, manteniendo los niveles iniciales de humedad y controlando las plagas por la falta de oxígeno . 
El oxígeno disponible en el ecosistema interno se reduce a niveles letales o limitantes para cualquier organismo vivo a través de la actividad biológica relacionada con el intercambio de gases de la respiración de los granos y organismos, permitiendo al almacenamiento hermético una forma de reducir el ataque de insectos y hongos en el alimentos almacenados El almacenamiento hermético también permite el almacenamiento orgánico sin pesticidas químicos.